# 瓦利德·比達尼
瓦利德·比達尼（1994年6月11日—）是一名阿爾及利亞舉重運動員，曾代表國家參加2012年倫敦奧運的男子105公斤級比賽，並未獲得獎牌。